# Смит, Тара
Тара Смит (англ. Tara A. Smith, род. 1961) — американский философ. Она профессор философии, заведующая кафедрой BB&T по изучению объективизма и научный сотрудник Anthem Foundation по изучению объективизма Техасского университета в Остине.

## Карьера
Смит специализируется на моральной и политической теории. Она закончила бакалавриат в Университете Вирджинии и получила докторскую степень в Университете Джонса Хопкинса. Её опубликованные работы включают книги «Жизнеспособные ценности: исследование жизни как корня и награды нравственности» (2000), «Моральные права и политическая свобода» (1995) и «Нормативная этика Айн Рэнд: добродетельный эгоист» (2006). Она также является автором нескольких сборников эссе о романах Айн Рэнд. Смит писала в таких журналах, как The Journal of Philosophy, The American Philosophical Quarterly, Social Philosophy and Policy и Law and Philosophy.
Смит читала лекции по всей территории Соединённых Штатов, включая Гарвардский университет, Уилингский иезуитский университет, Университет Дьюка, Университет Питтсбурга и Нью-Йоркский университет, а также группам бизнесменов. Она также организовывала конференции, часто посвящённые объективному закону.
Она входит в правление The Philosopher’s Index и входит в Академический консультативный совет Института изучения капитализма Клемсона в Университете Клемсона. Смит является членом Общества Айн Рэнд, которое существует в рамках Американской философской ассоциации. Она также входит в совет директоров Института Айн Рэнд.

## Избранные публикации

### Книги
- Moral Rights and Political Freedom. — Lanham, Maryland : Rowman & Littlefield, 1997. — ISBN 0-8476-8026-6.
- Viable Values: A Study of Life as the Root and Reward of Morality. — Lanham, Maryland : Rowman & Littlefield, 2000. — ISBN 0-8476-9760-6.
- Ayn Rand's Normative Ethics: The Virtuous Egoist. — New York : Cambridge University Press, 2006. — ISBN 0-521-86050-4.
- Judicial Review in an Objective Legal System. — New York : Cambridge University Press, 2015. — ISBN 978-1-107-11449-4.

### Статьи
- Smith, Tara (September 1992). On Deriving Rights to Goods from Rights to Freedom. Law and Philosophy. 11 (3): 217–234. doi:10.1007/BF01000643. S2CID 145539972.
- Smith, Tara (December 1992). Why a Teleological Defense of Rights Needn't Yield Welfare Rights. Journal of Social Philosophy. 23 (3): 35–50. doi:10.1111/j.1467-9833.1992.tb00131.x.
- Smith, Tara (September 1995). Rights Conflicts: The Undoing of Rights. Journal of Social Philosophy. 26 (2): 139–156. doi:10.1111/j.1467-9833.1995.tb00078.x.
- Smith, Tara (April 1997). Tolerance & Forgiveness: Virtues or Vices?. Journal of Applied Philosophy. 14 (1): 31–41. doi:10.1111/1468-5930.00037.
- Smith, Tara (September 1997). Reconsidering Zero-Sum Value: It's How You Play the Game. Journal of Social Philosophy. 28 (2): 128–139. doi:10.1111/j.1467-9833.1997.tb00381.x.
- Smith, Tara (September 1998). Rights, Wrongs, and Aristotelian Egoism: Illuminating the Rights/Care Dichotomy. Journal of Social Philosophy. 29 (2): 5–14. doi:10.1111/j.1467-9833.1998.tb00104.x.
- Smith, Tara (December 1998). Intrinsic Value: Look-Say Ethics. The Journal of Value Inquiry. 32 (4): 539–553. doi:10.1023/A:1004333128077. S2CID 169146184.
- Smith, Tara (December 1998). The Practice of Pride. Social Philosophy and Policy. 15 (1): 71–90. doi:10.1017/S0265052500003071. S2CID 145136219.
- Smith, Tara (December 2003). The Metaphysical Case for Honesty. The Journal of Value Inquiry. 37 (4): 517–531. doi:10.1023/B:INQU.0000019033.95049.1e.
- "'Social' Objectivity and the Objectivity of Value" в Science, Values, and Objectivity. — Pittsburgh, Pennsylvania : University of Pittsburgh Press, 2004. — ISBN 0-8229-4237-2.
- Morality Without the Wink: A Defense of Moral Perfection. Journal of Philosophical Research. 29: 315–331. 2004. doi:10.5840/jpr_2004_6.
- "Forbidding Life to Those Still Living" в Essays on Ayn Rand's We the Living. — Lanham, Maryland : Lexington Books, 2004. — ISBN 0-7391-0697-X.
- "Independence in The Fountainhead" в Essays on Ayn Rand's The Fountainhead. — Lanham, Maryland : Lexington Books, 2006. — ISBN 0-7391-1577-4.
- Why Originalism Won't Die – Common Mistakes in Competing Theories of Judicial Interpretation. Duke Journal of Constitutional Law & Public Policy. 2: 159–215. 2007.
- Smith, Tara (2008). The Importance of the Subject in Objective Morality: Distinguishing Objective from Intrinsic Value. Social Philosophy and Policy. 25: 126–148. doi:10.1017/S0265052508080059.
- "'Humanity's Darkest Evil': The Lethal Destructiveness of Non-Objective Law" в Essays on Ayn Rand's Atlas Shrugged. — Lanham, Maryland : Lexington Books, 2009. — ISBN 978-0-7391-2779-7.